# Festival international de films de femmes de Créteil 1993
La 15e édition du Festival international de films de femmes de Créteil se tient à la Maison des arts et de la culture à Créteil, préfecture du département du Val-de-Marne, du 26 mars au 4 avril 1993,.

## Palmarès
- Grand Prix du Jury – Meilleur long métrage de fiction / Prix du Public – Meilleur long métrage de fiction : L'affrontement (Tala! Det är så mörkt) de Suzanne Osten (Suède)
- Mention spéciale Grand Jury  : Corpus delicti de Irena Pavlásková (République tchèque)
- Prix AFJ – Meilleur long métrage documentaire : Something Like War de Deepa Dhanraj (Inde)
- Prix Graine de Cinéphage – Meilleur long métrage de fiction : Svo a jordu sem himni de Kristin Johannesdottir (Islande)
- Prix Beaumarchais – Meilleur court métrage francophone : The Bath de JoDee Samuelson (Canada)
- Prix Programmes courts et créations CANAL + Meilleur court métrage : Les Enfants du boucher (Copiii Macelarului) de Viorica Mesinã (Moldavie)
- Prix du Public –  Meilleur long métrage documentaire  : Thank God I’m a Lesbian de Dominique Cardona & Laurie Colbert (Canada)
- Prix du Public – Meilleur court métrage étranger : Idole mio de Barbara Marheineke (Allemagne)
- Prix du Public – Meilleur court métrage français : Le Déménagement de Chantal Akerman